# Aminto Caretto
Aminto Caretto (Crescentino, 7 ottobre 1893 – Serafimovič, 5 agosto 1942) è stato un ufficiale italiano decorato con la Medaglia d'oro al valor militare alla memoria durante la seconda guerra mondiale. All'epoca era decorato con tre Medaglie d'argento, tre di bronzo e con una Croce di guerra al valor militare.

## Biografia
Nacque a Crescentino, provincia di Vercelli, il 7 ottobre 1893, figlio di Giovanni ed Emilia Fontana. Arruolatosi nel Regio Esercito, nel 1914 fu promosso sottotenente del corpo dei bersaglieri. 
Dopo l’entrata in guerra del Regno d'Italia, avvenuta il 24 maggio 1915, combatte in forza al 4º Reggimento bersaglieri. Promosso capitano presso il 14º Reggimento bersaglieri, rimase ferito sul Monte Zebio nel corso del giugno 1916. Rientrato in servizio attivo nel 1917, l’anno successivo fu assegnato ad un reparto di arditi, il XXVI, e si distinse particolarmente durante la battaglia del Solstizio (giugno 1918). 
Nel 1922 fu trasferito in forza al Regio corpo truppe coloniali d'Eritrea, assegnato al X Battaglione eritreo, partecipando tra il 1923 e il 1926 alle operazioni belliche in Cirenaica, finalizzate alla riconquista del Gebel. Ricevuto un encomio solenne, rientro in servizio presso il 4º Reggimento bersaglieri venendo promosso maggiore nel 1928. Trasferito all’11°, e poi al 3º Reggimento bersaglieri, una volta promosso tenente colonnello fu assegnato all’Ispettorato delle truppe celeri. Colonnello il 1 gennaio 1940, nell’ottobre dello stesso anno, ad operazioni belliche già iniziate, assunse il comando del 3º Reggimento bersaglieri. Nel maggio 1941 partecipò all’invasione della Jugoslavia, e alle successive operazioni nell’area del Balcani.
Il 2 luglio rientrò in Patria con il reggimento, ripartendo il 24 dello stesso mese per l’Unione Sovietica al seguito del CSIR. Il 2 agosto dell'anno successivo, 1942, rimase ferito a una gamba durante un combattimento a Serafimovič, sul fiume Don, e si spense il giorno 5 presso l’ospedale da campo n. 46. Fu decorato con la Medaglia d'oro al valor militare alla memoria.

### Dediche e riconoscimenti
Al colonnello Aminto Caretto sono dedicate vie e piazze in alcuni comuni italiani, tra i quali Milano, Vercelli e la natia Crescentino, dove - oltre ad una targa sulla sua abitazione - gli sono stati intitolati anche una scuola ed un monumento alla sua memoria.

### Fonti
1. 1 2  Mercalli 2010, p. 11.
2. 1 2 3 4 5 6 7 8 9 10  Combattenti Liberazione.
3. ↑  Mercalli 2010, p. 12.
4. 1 2 3  Daniele Carozzi, Il 3º Bersaglieri si schiera, Il Giornale, Milano, 4 agosto 2009.
5. 1 2  Mercalli 2010, p. 13.
6. ↑  quirinale.it, Aminto Caretto.